# GM-AvtoVAZ

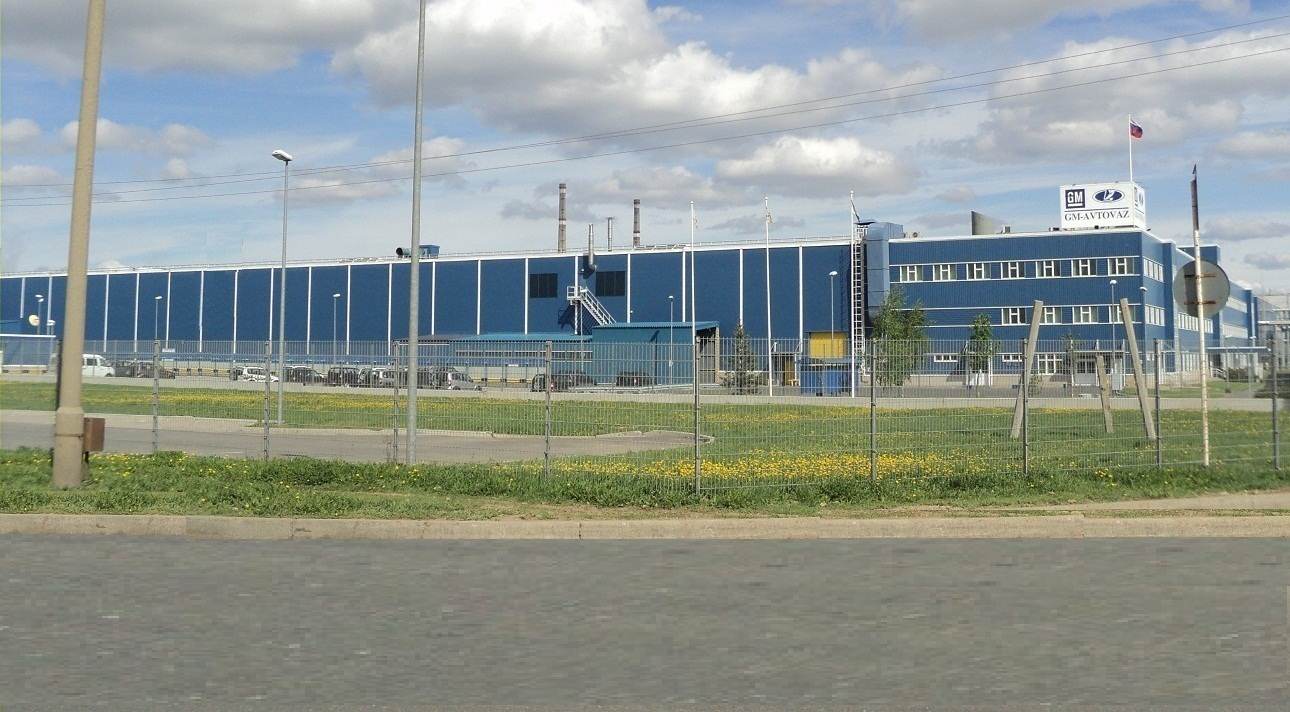
l'usine GM-AvtoVAZ, dans la ville de Togliatti

CJSC GM-AvtoVAZ (en russe : АО «Лада Запад Тольятти») est une société à actions commune (coentreprise) russe, constituée par le constructeur automobile américain General Motors et le constructeur russe AvtoVAZ.

## Histoire
Le 27 juin 2001 a été signé un accord général par les représentants de General Motors, d'AvtoVAZ et de la Banque européenne pour la reconstruction et le développement (BERD). La coentreprise a été fondée lors de l'assemblée constitutive qui s'est tenue le 30 juillet 2001 et elle a été enregistrée officiellement le 2 août 2001.
Les principaux objectifs de la constitution de GM-AvtoVAZ étaient de :
- devenir un acteur majeur sur les marchés automobiles russes et de la CEI en produisant des véhicules de qualité compétitive et à des prix accessibles ;
- introduire la culture de la qualité ;
- mettre en place un système de production et d'approvisionnement à bas coûts ;
- renforcer la confiance des compagnies occidentales dans le monde des affaires russes ;
- attirer des investissements dans l'industrie automobile russe.

Le capital initial de la société a été fixé à 238,2 millions de $US ainsi répartis :
- General Motors – 99,1 millions de USD en cash et en équipements (41,61 % des parts sociales) ;
- AVTOVAZ – 99,1 millions $ de $US en bâtiments, en propriété industrielle (le premier modèle de voiture de GM-AvtoVAZ étant construit sur la base de la Lada Niva) et autres (41,61 %) ;
- Banque européenne pour la reconstruction et le développement (BERD) – 40 millions de $US en liquide (16,78 %) et une facilité d'emprunt de 100 millions de $US.

L'investissement total initial prévu était de 338,2 millions de USD
Les premiers ouvriers ont été recrutés le 27 août 2001 et les travaux d'excavation sur le futur site de production (152 000 m2) ont commencé à Togliatti (Russie) en octobre de la même année. La première voiture - une Chevrolet Niva - est sortie des chaînes de montage le 23 septembre 2002. La production est destinée au départ aux marchés automobiles de la Russie et des états membres de la CEI.
En 2019, Avtovaz, détenu par Renault, rachète les parts de General Motors dans leur coentreprise GM-Avtovaz ce qui permet à Lada récupérer les droits de l'appellation Niva qu'elle avait cédée à la coentreprise GM-Avtovaz pour baptiser le modèle Chevrolet vendu en Russie depuis 2001.
| 2002 | 2003  | 2004  | 2005  | 2006  |
| ---- | ----- | ----- | ----- | ----- |
| 456  | 25235 | 55150 | 51810 | 47881 |

## Modèles

### Anciens modèles
- Chevrolet Viva (2004-2008)

### Modèles en vente
La production est, en principe, destinée à la Russie et aux États membres de la CEI mais les modèles se voient aussi dans les pays voisins.
- Chevrolet Niva (2002- )